# 崔允英
崔允英（：／，1986年9月25日—），韓國女演員，或譯崔倫榮。

## 演藝經歷
2008年於KBS電視台第21期公開招聘電視演員出道。

## 演出作品

### 電視劇
- 2009年：KBS《男人的故事》
- 2009年：KBS《傻瓜》
- 2009年：KBS《不能結婚的男人》飾演 秀英
- 2009年：KBS《熱血生意人》
- 2009年：KBS《天下無敵李平岡》飾演 奉小喜
- 2010年：MBC《越看越可愛》
- 2010年：KBS《麵包王金卓求》飾演 具慈琳
- 2010年：MBC《逆轉女王》飾演 吳歡希
- 2012年：KBS《我的女兒㥠榮》飾演 崔顥婷
- 2013年：KBS《像童話一樣（朝鲜语：동화처럼）》飾演 白薔薇
- 2013年：MBC《女王的教室》飾演 楊敏熙（特別演出）
- 2013年：MBC《世界上最偉大的事》飾演 宇善
- 2013年：SBS《熱愛》飾演 韓宥晶
- 2014年：KBS《貓來了》飾演 高陽順
- 2015年：KBS《全都會好的》飾演 琴佳恩
- 2017年：MBC《前世的冤家們》飾演 崔高若[4]
- 2019年：tvN《60天，指定幸存者》飾演 鄭秀晶
- 2020年：OCN《驅魔麵館》飾演 金正英
- 2023年：KBS《秘密的女人》飾演 吳世璘（第1-20集）／鄭冬天／金賢珠（第21-103集）
- 2024年：KBS《幻像戀歌》飾演 殷微笑（特別演出）
- 2025年：KBS《拜託老鷹5兄弟！》飾演 羅英恩（特別演出）

### 電影
- 2011年：《我的黑色小禮服（朝鲜语：마이 블랙 미니드레스）》飾演 金英美
- 2012年：《朝韓夢之隊》飾演 崔妍貞
- 2012年：《恐怖故事—恐怖飛行記》飾演 曉庭
- 2013年：TASTEmakers Film Project《Couple Ring》飾演 女人
- 2014年：《你是我的吸血鬼（朝鲜语：그댄 나의 뱀파이어）》飾演 南圭貞
- 2019年：《0.0MHz》飾演 咸允正
- 2021年：《Unframed（朝鲜语：언프레임드）—重播》飾演 電視連續劇女主角

## 綜藝節目
- 2016年：SBS《叢林的法則 in 巴布亚新几内亚》
- 2018-2019年：MBC《真正的男人300》
- 2022-2023年：SBS《進球的她們（朝鲜语：골 때리는 그녀들）》
- 2022年：SBS《戀愛是直行（朝鲜语：연애는 직진）》

## 獲獎及提名列表
| 年度   | 頒獎典禮               | 獎項                      | 作品             | 結果 |
| ------ | ---------------------- | ------------------------- | ---------------- | ---- |
| 2012年 | KBS演技大獎            | 女子新人演技獎            | 《我的女兒㥠榮》 | 提名 |
| 2013年 | 第49屆百想藝術大獎     | 電視部門 女子新人演技獎   | 《我的女兒㥠榮》 | 提名 |
| 2013年 | 第49屆百想藝術大獎     | 電視部門 女子人氣獎       | 《我的女兒㥠榮》 | 提名 |
| 2013年 | 第13屆光州國際電影節   | 電視劇獎 新星獎           | 不適用           | 獲獎 |
| 2014年 | KBS演技大獎            | 日日劇部門 女子優秀演技獎 | 《貓來了》       | 獲獎 |
| 2015年 | 第23屆韓國文化演藝大獎 | 電視劇部門 女子優秀演技獎 | 《全都會好的》   | 獲獎 |
| 2015年 | KBS演技大獎            | 日日劇部門 女子優秀演技獎 | 《全都會好的》   | 提名 |
| 2023年 | KBS演技大獎            | 日日劇部門 女子優秀演技獎 | 《秘密的女人》   | 獲獎 |

## 外部連結
- NAVER （页面存档备份，存于）
- 崔允英的Instagram帳戶